# Asterio il Sofista
Asterio di Cappadocia, detto Asterio il Sofista (... – morto dopo il 341), è stato un retore, filosofo, teologo e vescovo ariano greco antico.

## Biografia
Asterio visse nel IV secolo sotto l’impero di Costantino il Grande, e di Costanzo suo figlio. Nacque in Cappadocia e avendo esercitato per qualche tempo la professione di Sofista nella Galazia, la tralasciò per farsi cristiano. Fu probabilmente amico personale e compagno di studi di Ario e discepolo alla scuola di Luciano di Antiochia. Verso l’anno 304, durante la persecuzione di Massimiano Erculeo, apostatò sacrificando agli idoli, dopo aver ceduto alla violenza dei tormenti. Fu eletto vescovo anche se, secondo lo storico vescovo anglicano Richard Patrick Crosland Hanson, l'aver apostatato gli impedì a quel tempo l'ordinazione a presbitero e a vescovo. Filostorgio, invece nella sua Storia Ecclesiastica scrive che riparò all'errore mettendosi a fare penitenza su invito del santo Luciano di Antiochia. Si segnala la sua presenza al Concilio di Antiochia del 341. 

## Opere
Sono conosciuti frammenti, tramandati da Sant'Atanasio e Marcello di Ancira, del suo Syntagmation, una descrizione sistematica delle dottrine ariane. San Girolamo scrive che egli compose alcuni commentari sui Salmi, sui Vangeli e sulle Lettere di San Paolo e altre opere che venivano lette con grand'applauso da quelli della sua setta.